# Neurasia

Neurasia est un film allemand réalisé par Werner Schroeter en 1968.

## Synopsis
Quatre personnages se livrent à un rite de célébration et d'exaltation par le théâtre, la musique et la danse.

## Fiche technique
- Titre : Neurasia
- Réalisation : Werner Schroeter
- Scénario : Werner Schroeter
- Photographie : Werner Schroeter
- Montage : Werner Schroeter
- Genre : expérimental, underground
- Format : 16mm Noir et Blanc
- Pays : Allemagne de l'Ouest
- Durée : 41 minutes

## Distribution
- Magdalena Montezuma
- Carla Egerer (sous le nom de Carla Aulaulu)
- Rita Bauer
- Steven Adamczewski